# An Evening with Morten Harket, Savoy and Magne F
An Evening with Morten Harket, Savoy and Magne F fue una serie de conciertos de a-ha desarrollados del 20 al 24 de mayo de 2008 en Oslo y Londres como promoción de sus álbumes en solitario, con un total de cuatro espectáculos. Magne Furuholmen ofreció un quinto concierto adicional en solitario.
Durante estos conciertos, después de tocar como solistas, el grupo se reunía para interpretar varios temas de a-ha, dos de ellos de su noveno álbum de estudio, Foot of the Mountain, siendo esta la primera vez que mostraban el nuevo material.

## Fechas
Todas las fechas que componen esta miniserie de conciertos.
| Fecha                 | Ciudad  | País        | Lugar                  |
| --------------------- | ------- | ----------- | ---------------------- |
| Europa                |         |             |                        |
| 20 de mayo de 2008    | Oslo    | Noruega     | Rockefeller Music Hall |
| 21 de mayo de 2008    | Oslo    | Noruega     | Rockefeller Music Hall |
| 22 de mayo de 2008    | Oslo    | Noruega     | Rockefeller Music Hall |
| 23 de mayo de 2008(*) | Londres | Reino Unido | Notting Hill Arts Club |
| 24 de mayo de 2008    | Londres | Reino Unido | Royal Albert Hall      |

(*)Concierto solista de Magne F.

## Temas
Magne F:
1. "A Dot of Black in the Blue of Your Bliss"
2. "The Longest Night"
3. "Kryptonite"
4. "Running Out of Reasons"
5. "All the time"*
6. "Don't Do Me Any Favours"
7. "Come Back"
8. "The Summers of Our Youth"

Estas mismas canciones fueron las interpretadas en el concierto solista de Magne F del 23 de mayo de 2008.
Savoy:
1. "Tears From a Stone"
2. "Star (I'm Not Stupid Baby)"
3. "Best Western Beauty"*
4. "Any Other Way"
5. "Whalebone"
6. "Velvet"
7. "Foolish"

Morten Harket:
1. "Send Me an Angel"
2. "Movies"
3. "Shooting Star"
4. "There Are Many Ways to Die"
5. "With You - With Me"
6. "A Kind of Christmas Card"*
7. "Darkspace"
8. "Spanish Steps"
9. "The One You Are"

a-ha:
1. "Train of Thought"
2. "Riding the Crest"
3. "Shadowside"
4. "Take on Me"

(*)Tocadas en el Rockefeller Music Hall, pero no en el Royal Albert Hall.

## Personal
| Morten Harket | Savoy | Magne F | a-ha |
| --- | --- | --- | --- |
| - Morten Harket: voz y guitarra. - Kjetil Bjerkestrand: teclados. - Eivind Aarset: guitarra. - Jonny Sjo: bajo y vocales. - Per Lindvall: batería. | - Paul Waaktaar-Savoy: guitarra y voz. - Lauren Waaktaar-Savoy: guitarra y voz. - Frode Unneland: batería y vocales. - Hågen Rørmark: guitarra y vocales. - Erin Hill: arpa y vocales. - Preben Grieg-Halvorsen: teclados. - Jørun Bøgeberg: bajo. | - Magne F: teclados, guitarra y voz. - Dan Sundhordvik: guitarra y vocales. - Johnny Sjo: bajo y vocales. - Karl Oluf Wennerberg: batería. | - Morten Harket: voz. - Paul Waaktaar-Savoy: guitarra. - Magne F: teclados. - Karl Oluf Wennerberg: batería. - Erik Ljunggren: bajo y programación. |

Harald Wiik: management para a-ha Network AS.

## Programa del concierto
En septiembre de 2008 la tienda de la web oficial de a-ha puso a la venta el programa del concierto del Royal Albert Hall. Titulado An Evening with Morten Harket, Savoy and Magne F Royal Albert Hall May 24, 2008, el programa contiene la lista completa del personal de los conciertos (artistas, técnicos, ingenieros, etc.) además de varias fotos clásicas de a-ha así como informació sobre los proyectos solistas de cada miembro del grupo.